# Skogfoss kraftverk
Skogfoss kraftverk (ryska: Скугфосс) är ett norskt vattenkraftverk i Pasvikälven vid Skogfoss i Sør-Varanger kommun i Finnmark fylke.
Skogfoss kraftverk invigdes 1964. Det ägs och drivs av det norska energiföretaget Pasvik Kraft. Själva kraftverket ligger på den västra sidan av Pasvikälven. En bit av dammen ligger på den ryska sidan av gränsen. Det finns ingen offentlig gränsövergång över dammen, det är privat område. Det finns ett avtal mellan länderna om byggnad av kraftverk trots att gränsen går mitt i älven.
Kraftverket utnyttjar ett fall på 19,7 meter i älven, bland annat den tidigare forsen Skogfoss, eller Männekafoss. Det har två Kaplanturbiner med en installerad effekt av totalt 46,5 MW.